# Punta de Tarifa

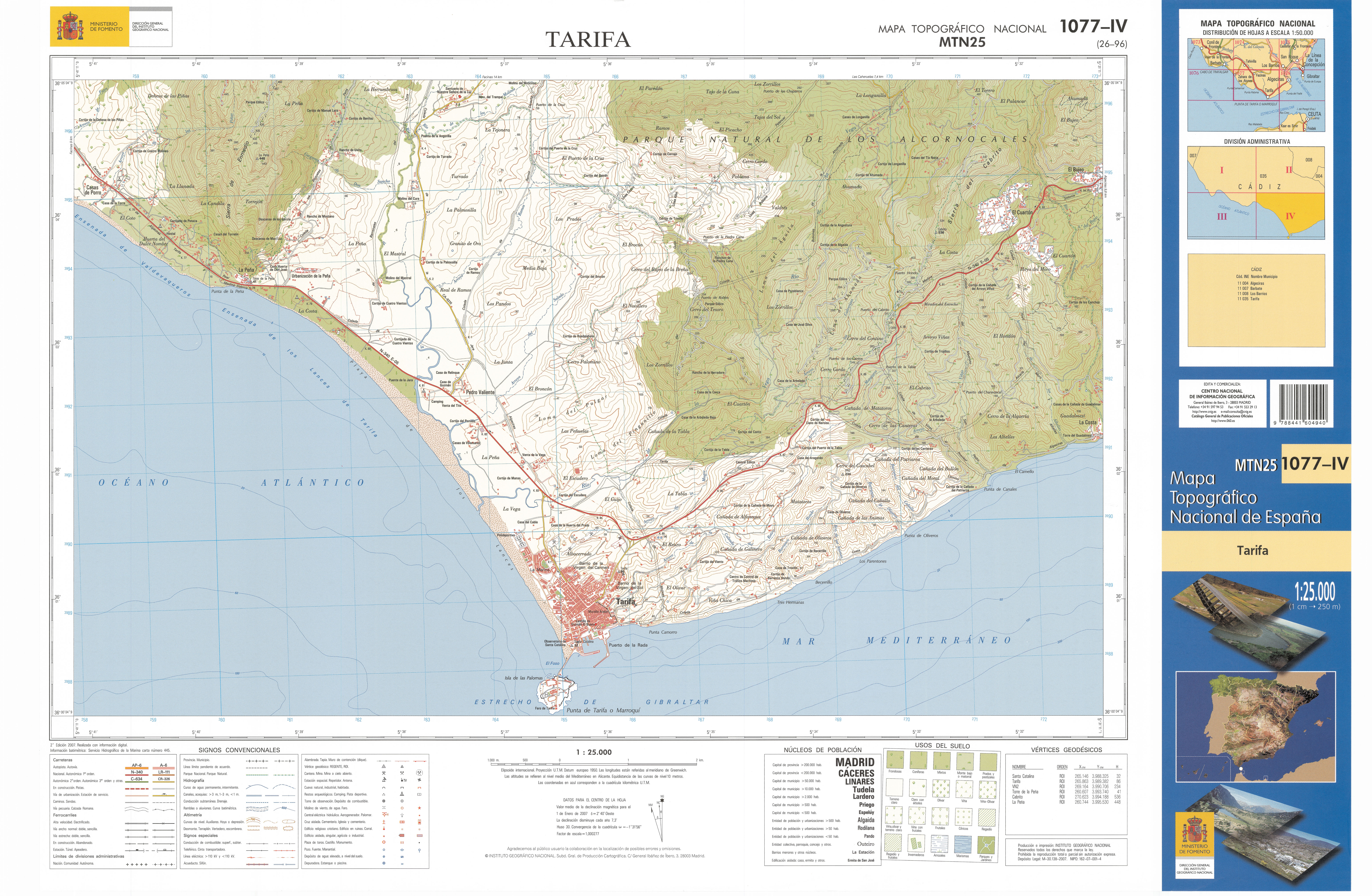

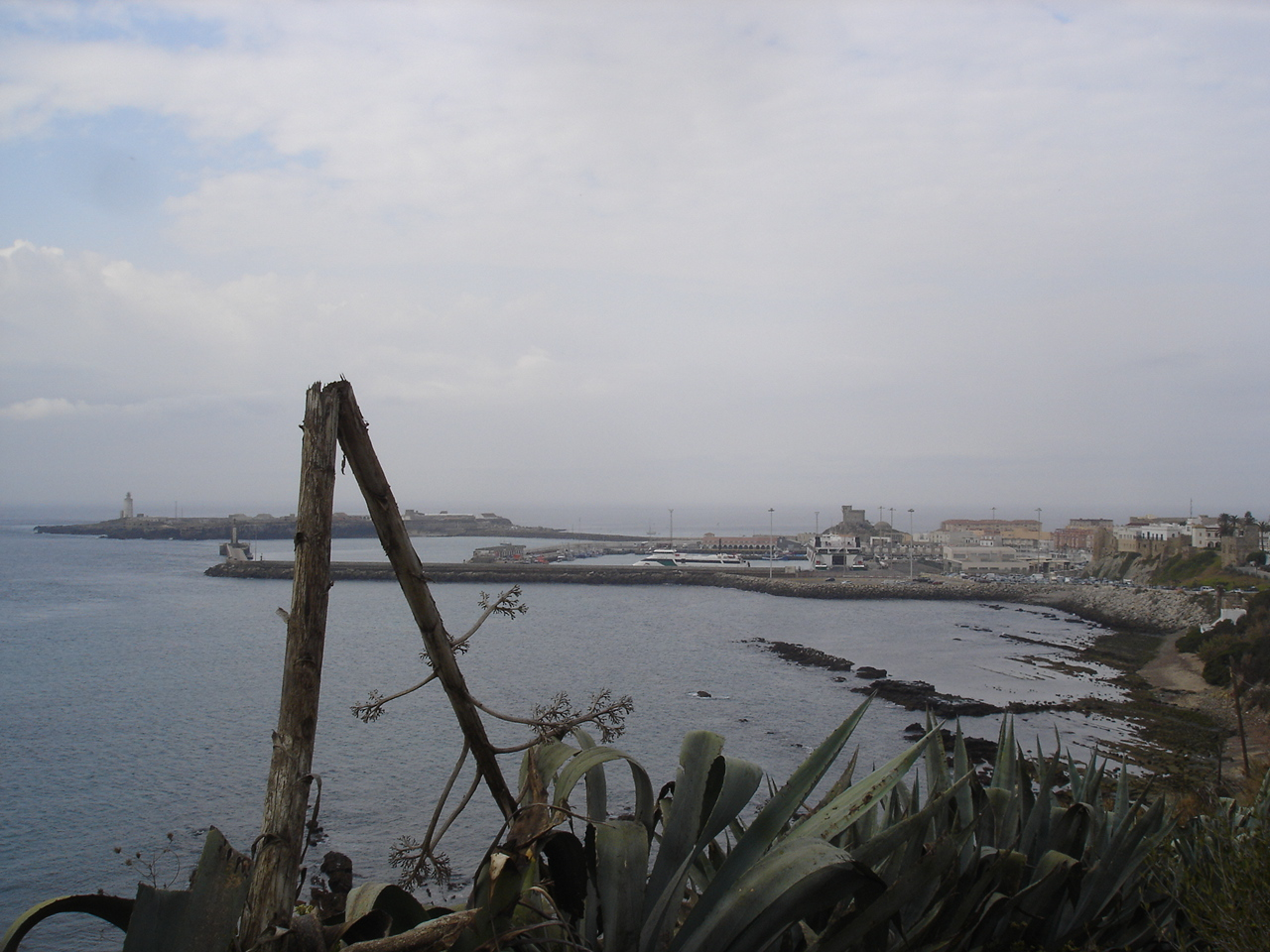
Blick von der Punta Camorro nach Südwesten: Punta de Tarifa (Bildmitte, im Hintergrund) und Isla de las Palomas (links, ganz im Hintergrund)

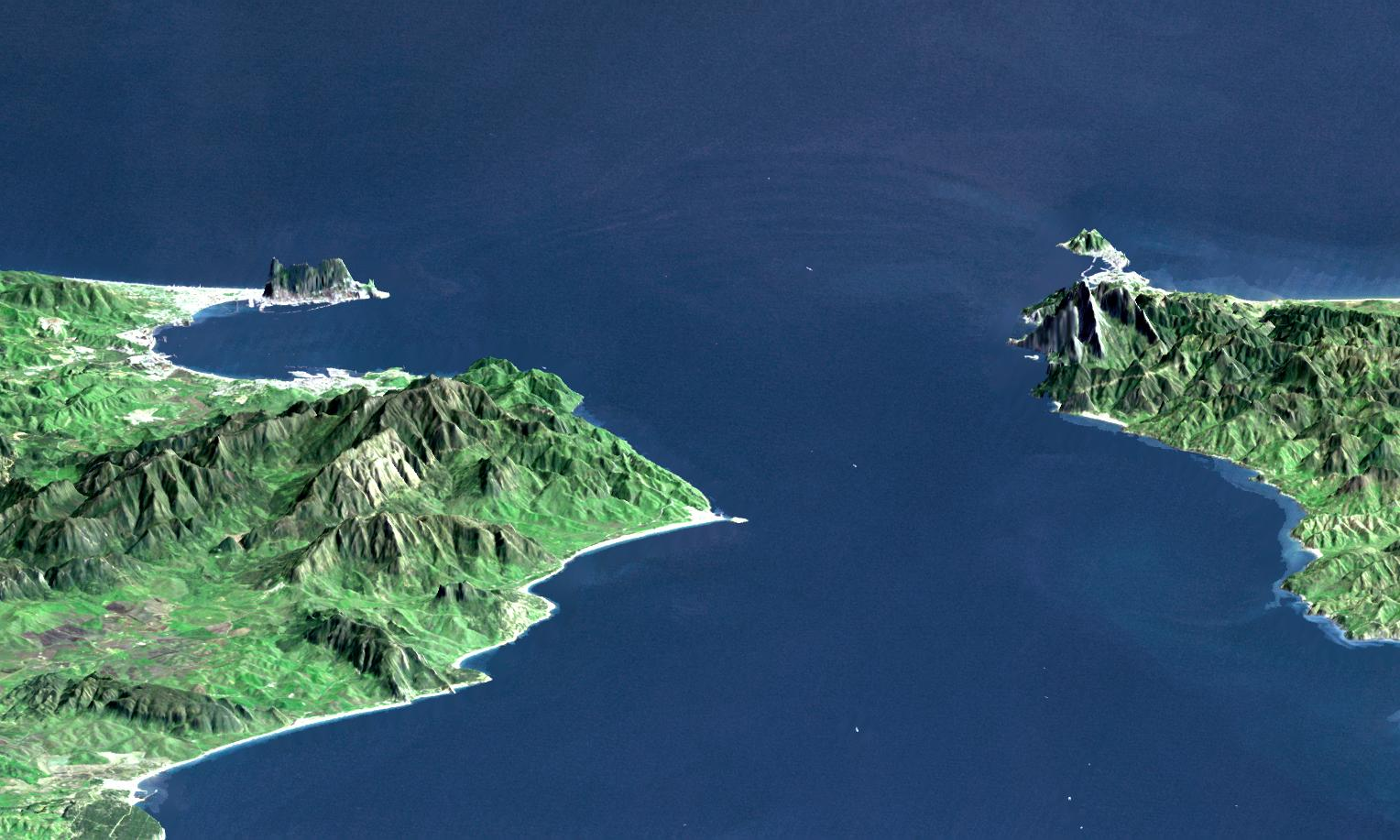
Blick nach Osten: Straße von Gibraltar, links Spanien, rechts Marokko, Reliefaufnahme der NASA

Die Punta de Tarifa (Punta: Landspitze), auch Punta Marroquí genannt, gilt als südlichster Punkt des europäischen Festlandes. Sie liegt auf der Insel Isla de Las Palomas, die mit einem Damm mit dem Festland verbunden ist, am südlichen Ende der Stadt Tarifa in der andalusischen Provinz Cádiz im Süden Spaniens.
Die Punta de Tarifa liegt nördlich der Straße von Gibraltar, zirka 15 km von Afrika entfernt. Westlich von ihr liegt der Atlantische Ozean, im Osten das Mittelmeer.

## Geschichte
In der Nähe der Punta de Tarifa landete im Jahr 710 ein arabischer Offizier namens Tarif ibn Malik – der Namensgeber der Stadt Tarifa – von Nordafrika kommend mit einem 500 Mann starken Expeditionsheer. Er stieß anschließend kurz ins Landesinnere vor und kehrte dann mit reicher Beute nach Afrika zurück. Von diesem Erfolg ermuntert startete im Jahr darauf Tāriq ibn Ziyād, ein Unterbefehlshaber des Kalifen in Damaskus, einen Feldzug nach Spanien, der den Beginn der arabischen Herrschaft auf der Iberischen Halbinsel bedeutete, die erst im Jahr 1492 endgültig beendet wurde.
Koordinaten: 36° 0′ 1″ N, 5° 36′ 37″ W